# Het Prinsenhof (molen)
Het Prinsenhof is een pelmolen in het noorden van de plaats Westzaan in de Nederlandse gemeente Zaanstad. De molen staat in het Westzijderveld aan de Weelsloot en is lopend via het Relkepad (achter J.J.Allanstraat 384) te bereiken
De molen werd in 1722 gebouwd en is tot 1899 gebruikt voor het pellen van gerst tot gort. Daarna werden cacaodoppen 20 jaar lang verwerkt. Rond de Eerste Wereldoorlog werd er ook zaagsel tot houtmeel vermalen. De molen is eigendom van de Vereniging De Zaansche Molen sinds 20 juni 1961 en is sinds 1978 na een grote restauratie weer regelmatig (van april t/m september: 2e zaterdag van de maand) als pelmolen in bedrijf. In 2007/2009 onderging de molen een grote restauratie. Op 25 april 2009 is hij feestelijk heropend.
De molen is de enige overgebleven complete pelmolen in Nederland waarbij de molen alleen een pelwerk bezit. Alle andere pelmolens oefenen naast het pellen ook een andere functie uit.
Bij een brand in de avond van 2 januari 2008 ging de hut (molenaarsverblijf) aan de voet van de molen in vlammen op. Door snel ingrijpen van de brandweer kon de molen gespaard blijven. De vermoedelijke oorzaak van de brand is brandstichting. Ter vervanging is een nieuw gebouw neergezet.
De molen heeft een Oudhollands gevlucht. De 23,20 m lange, gelaste roeden zijn verzinkt en bestaan elk uit twee delen, omdat ze anders te groot waren voor het zinkbad. In de askop zijn ze met elkaar verbonden door bouten. Ze zijn in 2008 gemaakt door molenmakersbedrijf Vaags, de binnenroede heeft nummer 185 en de buitenroede 184. De gietijzeren bovenas met nummer 150 stamt uit 1868 en is gegoten door de ijzergieterij D.A. Schrettlen & Co.
De kap van de molen draait op een neutenkruiwerk. Er zijn slechts 16, maar wel zeer grote neuten. De molen wordt gevangen (geremd) met een stutvang, bestaande uit vier vangstukken. De vangbalk ligt tijdens het draaien van de molen op een zogenaamde duim. De vangbalk scharniert in de ezel met een schuif.

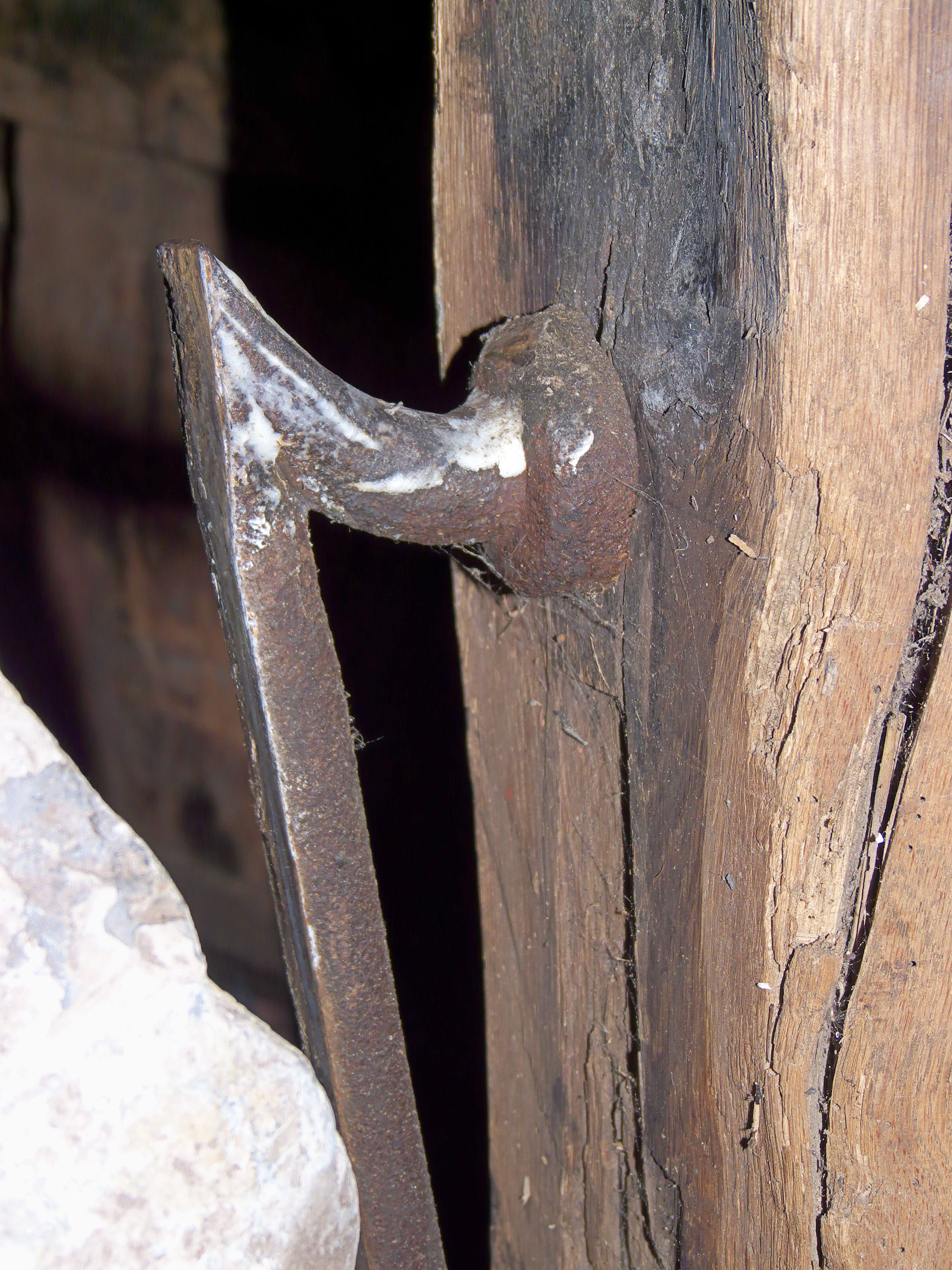
Duim

## Inrichting
De molen heeft twee koppels pelstenen en dus twee steenspillen. De nieuwe pelstenen hebben een drietaksrijn. Er zijn een zogenaamde koude harp en een warme harp aanwezig. Voordat met pellen begonnen wordt, wordt de gerst eerst op de koude harp gezeefd en ontdaan van ongerechtigheden, zoals zand en stukjes stro. Na elke keer pellen wordt de gerst gezeefd op de warme harp en daarna verder geschoond in de waaierij. Na zes keer pellen wordt parelgort verkregen.
De harpen worden via touwsnaren aangedreven door een derde spil, de dooieman, genoemd. Deze spil wordt op zijn beurt aangedreven door het ravenswiel (spoorwiel). Ook de waaierij wordt via touwsnaren aangedreven.
De gerst wordt per boot aangevoerd en op de begane grond in een opvangbak in de vloer van de molen gestort. Van daaruit wordt het met een jakobsladder omhoog naar de stortzolder gevoerd. De jakobsladder wordt door een wiel op de koningsspil aangedreven. De aandrijving kan uit het werk gezet worden.
Verder zit er net onder de kapzolder nog een wiel op de koningsspil.

## Restauraties
In 1970-1972 vond een eerste restauratie plaats, waarbij een roede werd vervangen. In 1978 vond een grote restauratie plaats, waarna er weer gepeld kon worden.
In 2007 werd met een nieuwe restauratie gestart. Vanwege de waterpeilverlaging in de polder waren de koppen van de houten palen onder de penanten gaan rotten en was de schuur gaan verzakken. Op de afgezaagde palen werden houten kespen gelegd, waarop de nieuw gemetselde penanten werden gezet. Onder een penant van de schuur zitten zeven tot negen palen en onder die van het achtkant twintig. Ze waren 7 meter lang. Nu iets korter, omdat de rotte koppen er afgezaagd zijn. De molen met schuur staat in totaal op 102 penanten.
Begin 2008 werden de roeden eruit gehaald, die vervangen zijn door nieuwe verzinkte roeden, elk uit twee stukken bestaande, waarbij de verbinding in de askop zit. Later werden de windpeluw, de middenbalk (lange spruit) en de korte spruit vervangen. Het broekstuk is gerestaureerd met delen van de oude windpeluw. De middenbalk bestaat uit een kromme eiken balk, de windpeluw en korte spruit zijn van bilinga. Door de kromming kan de tap van de koningsspil direct in de middenbalk gelagerd worden. Ook is de kap vernieuwd en teruggebracht in de oorspronkelijk staat door de spanten en gordingen te veranderen. De nieuwe raamkozijnen zijn van larikshout. De molen heeft tevens een nieuw Oudhollands gevlucht gekregen met de voor een pelmolen benodigde diepe zeeg en brede windborden. Een pelmolen moet namelijk voor het pellen veel kracht hebben. Ook is hiervoor veel wind nodig. In plaats van scheerhouten zijn ter versteviging in de heklatten en kluften hoekijzers ingefreesd, die er vroeger ook in zaten. Totaal heeft het gevlucht 120 vierkante meter windvangend oppervlak. De molen heeft bruine winter- en witte zomerzeilen. Het zeil (Copes 64) bestaat voor 50% uit katoen en voor 50% uit polyester. De molen heeft nieuwe pelstenen met drietaksrijnen gekregen. De vroegere pelstenen hadden viertaksrijnen. Er is nog een zeer oude, versleten pelsteen gevonden als fundering onder de stortkoker van de jakobsladder.
Tevens is een ophaalbrug aangebracht, waarbij de bovenste balk bestaat uit een gedeelte van een houten roede, afkomstig van De Schoolmeester. Door deze ophaalbrug kan het terrein afgesloten worden om vandalisme tegen te gaan. De totale kosten van deze restauratie waren bijna een half miljoen euro.

## Overbrengingen
- De overbrengingsverhouding is 1 : 11.
- Het bovenwiel heeft 53 kammen en de bovenbonkelaar heeft 27 kammen. De koningsspil draait hierdoor 1,96 keer sneller dan de bovenas. De steek, de afstand tussen de kammen, is 16 cm.
- Het spoorwiel heeft 101 kammen en de beide steenrondsels 18 staven. Het steenrondsel draait hierdoor 5,6 keer sneller dan de koningsspil en 11 keer sneller dan de bovenas. De steek is 8,8 cm.
- Het wiel voor de dooieman (derde spil) heeft 40 kammen en wordt ook door het spoorwiel aangedreven.
- Het wiel op de koningsspil voor de aandrijving van de jakobsladder heeft 20? kammen en het wiel van de jakobsladder heeft 12 kammen.

## Foto's

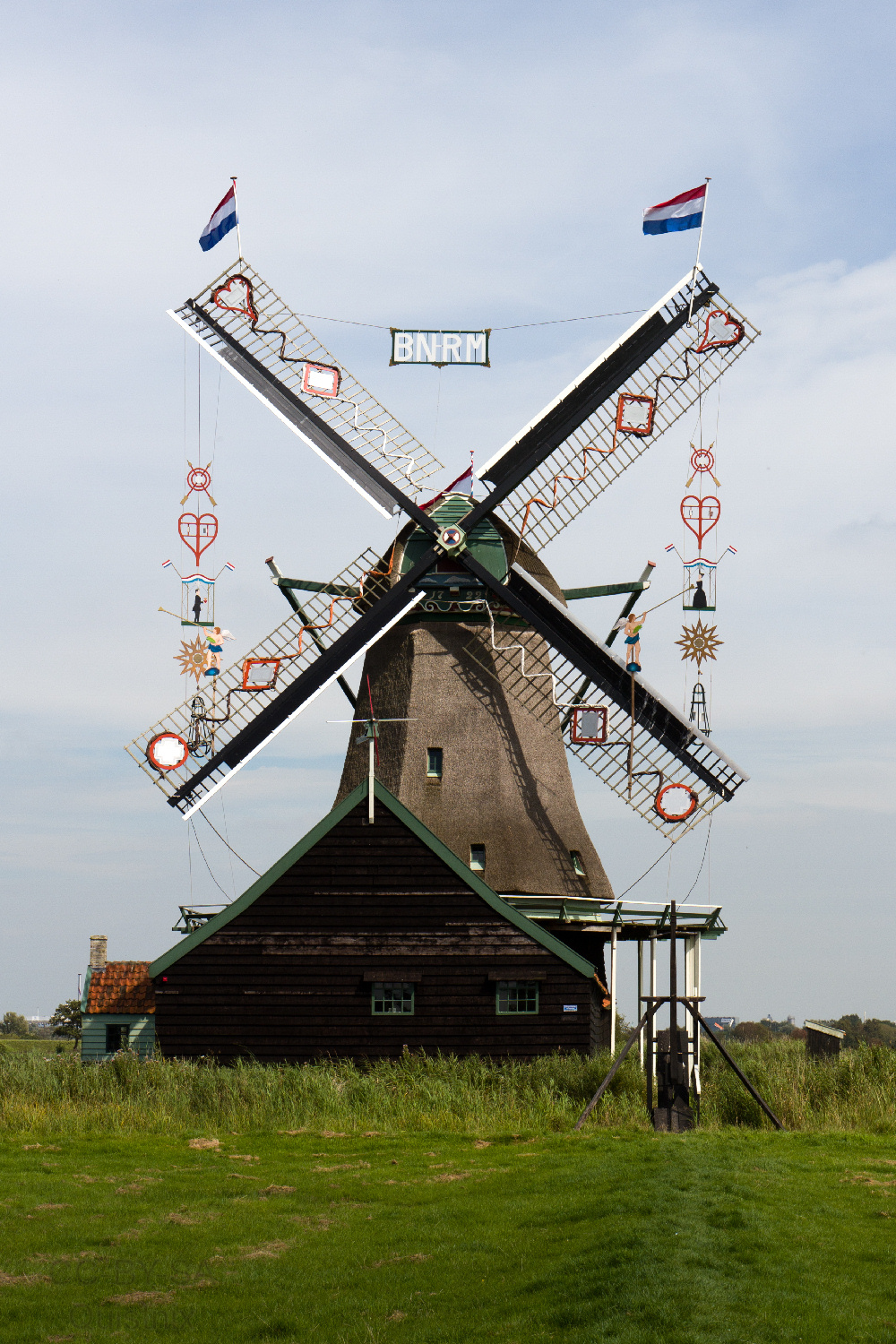
Het Prinsenhof "mooi gezet" (20 augustus 2011)
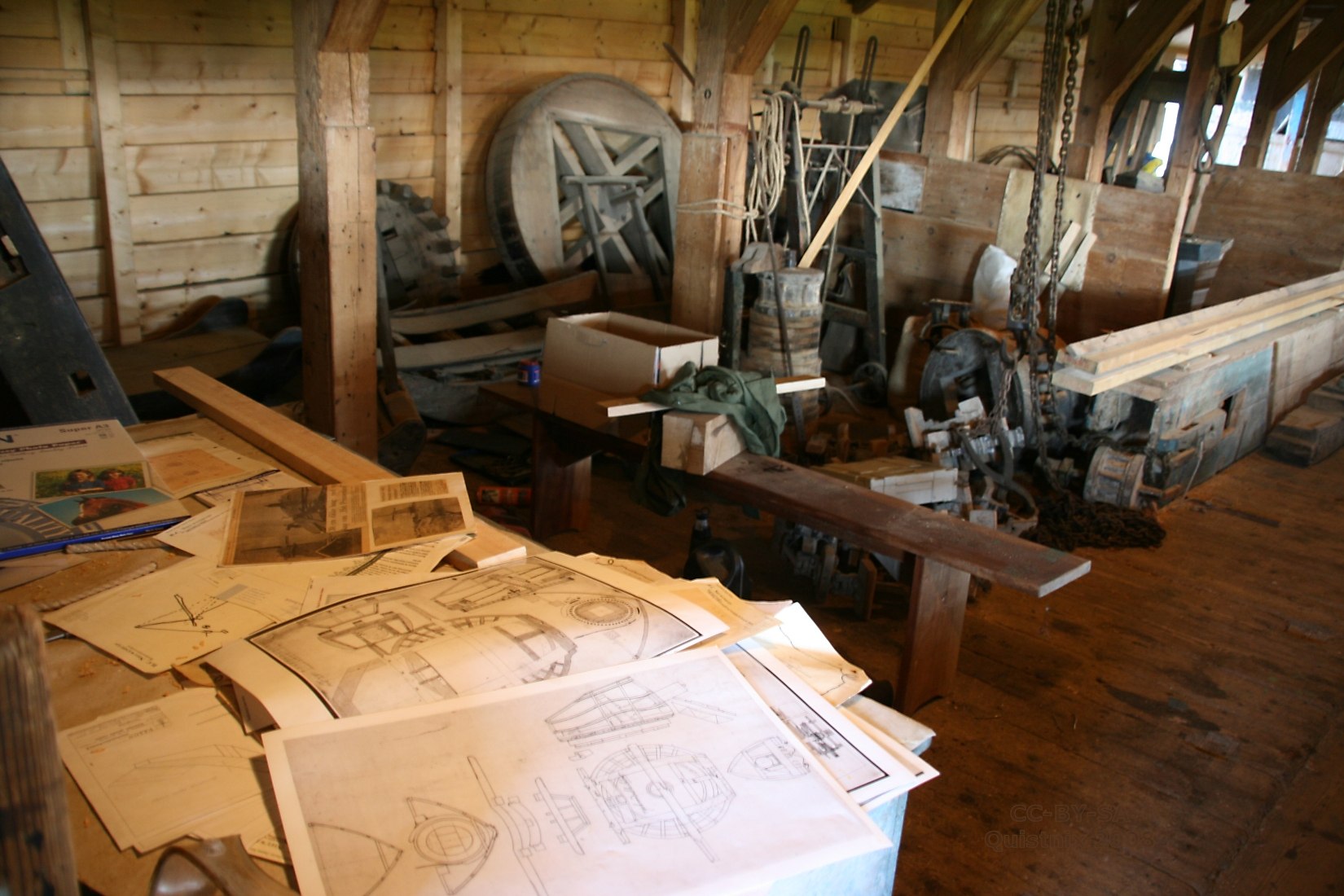
tekeningen en molenonderdelen
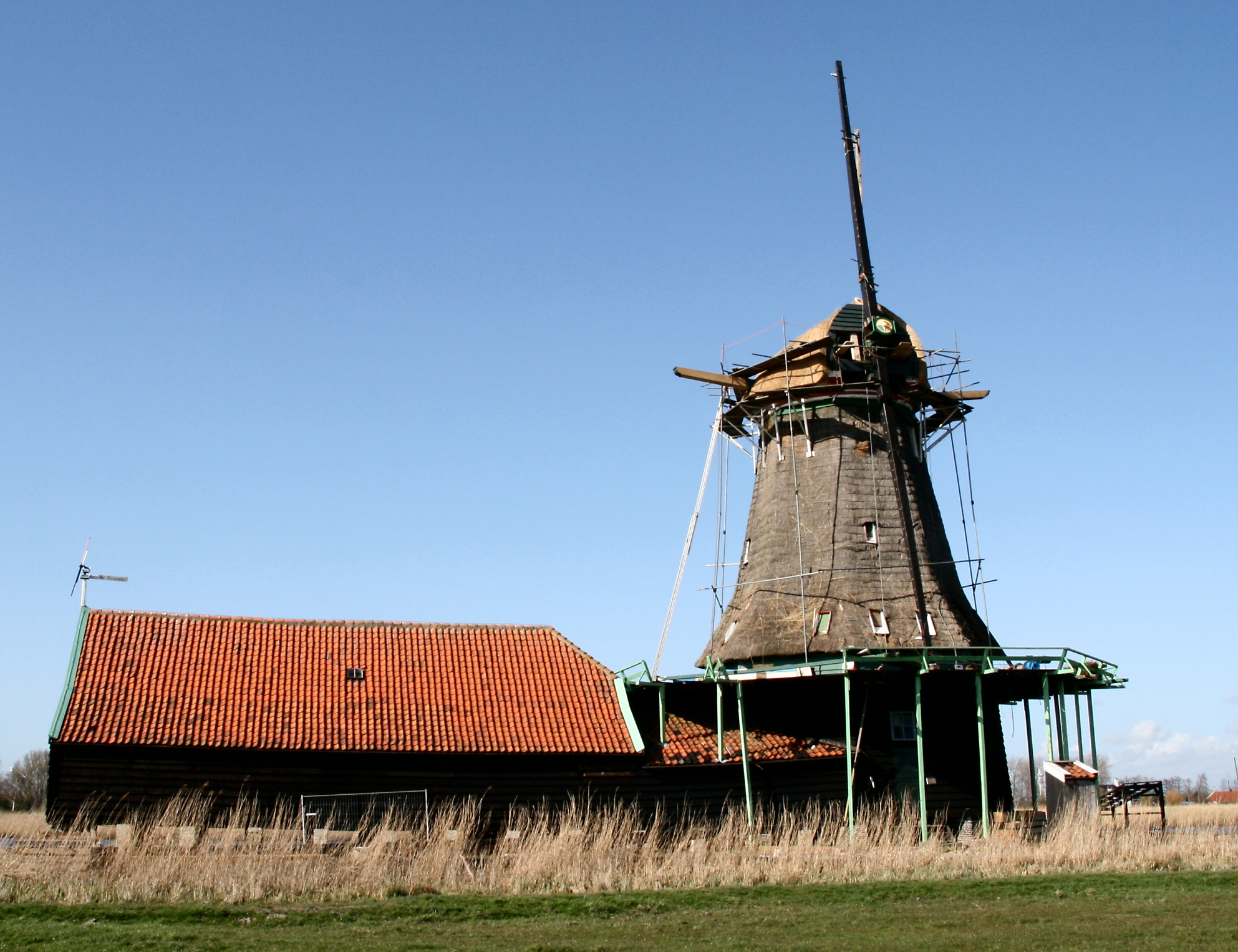
Het Prinsenhof in restauratie (april 2008)
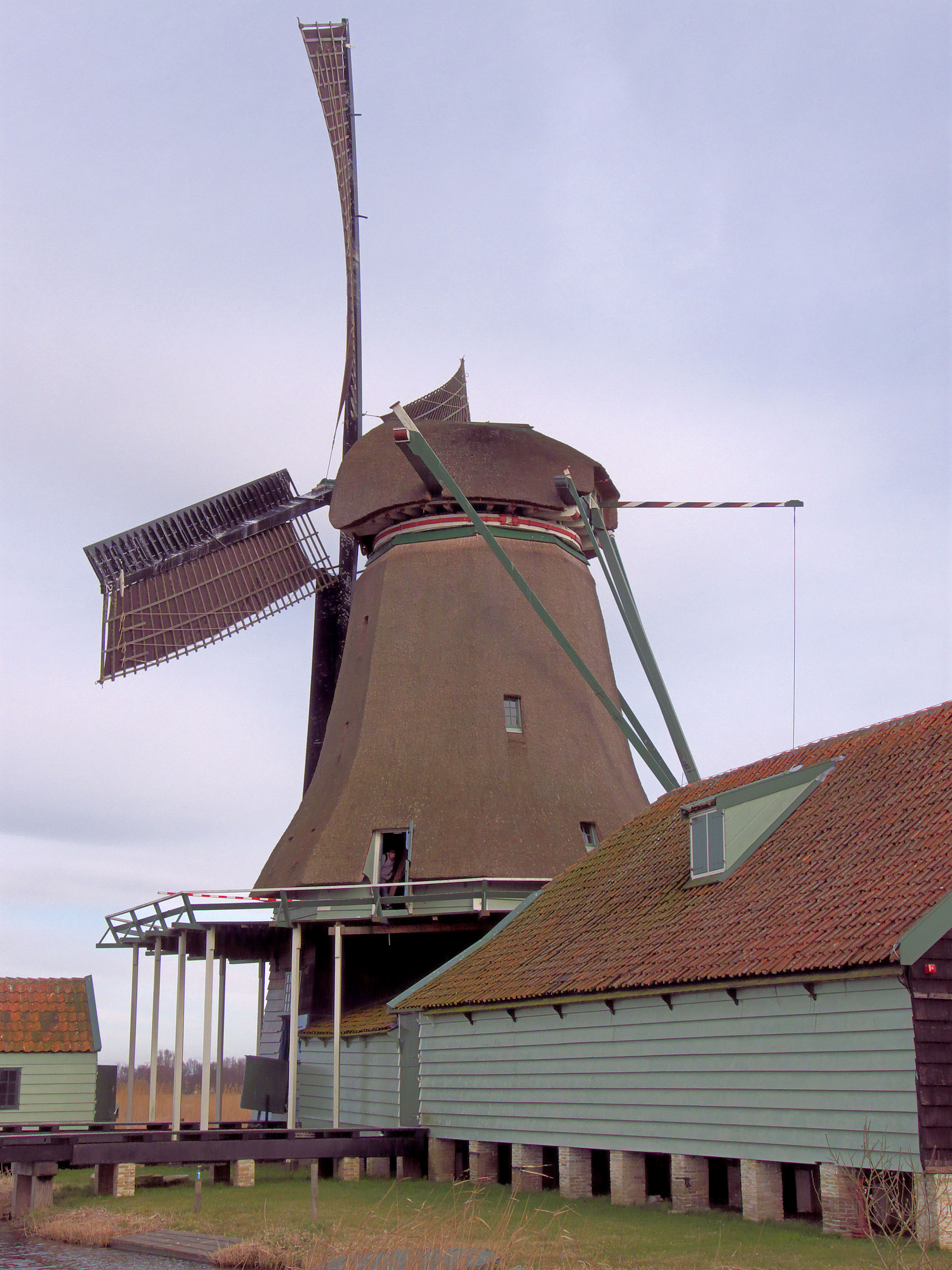
Diepe zeeg
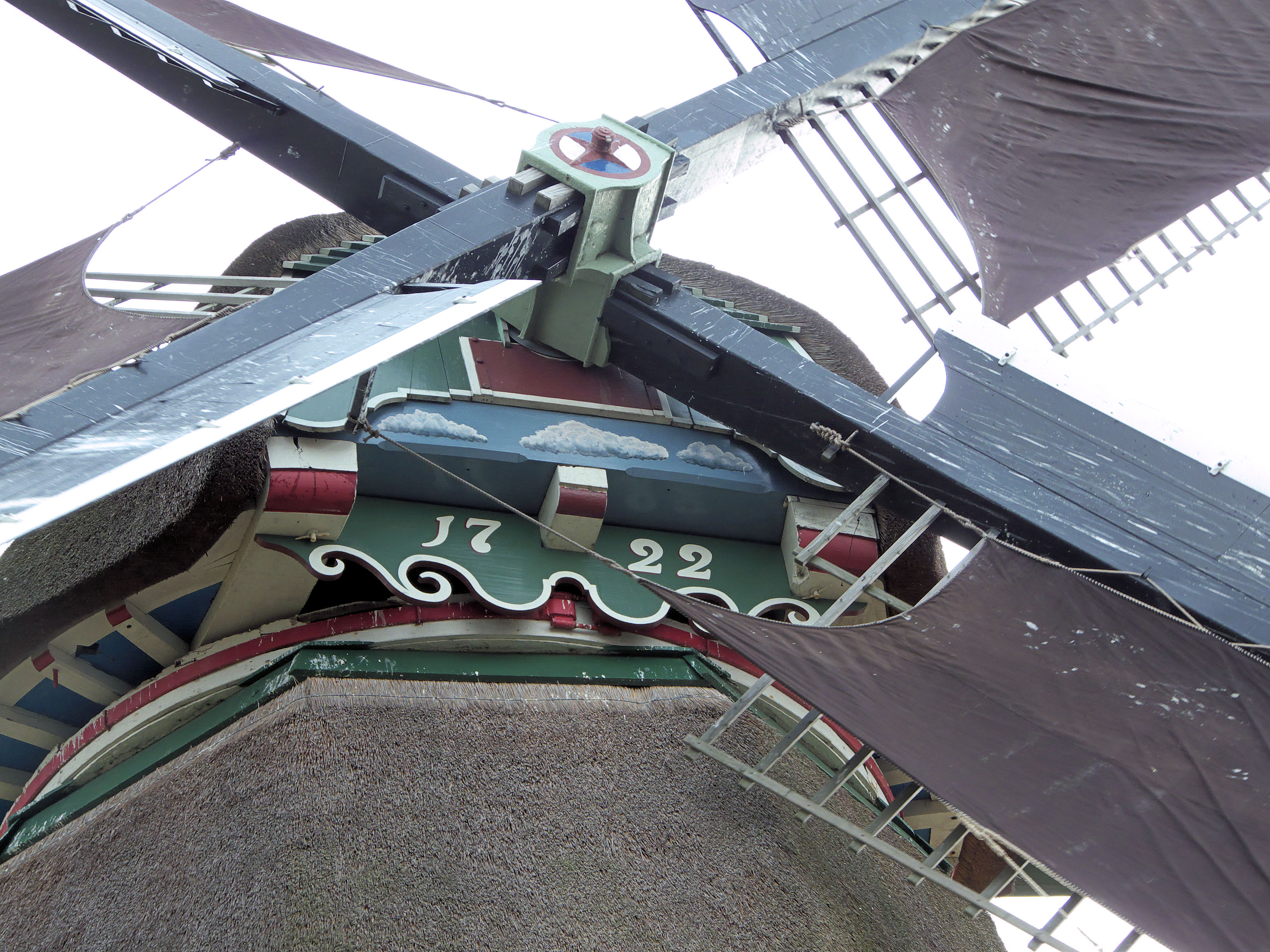
Baard
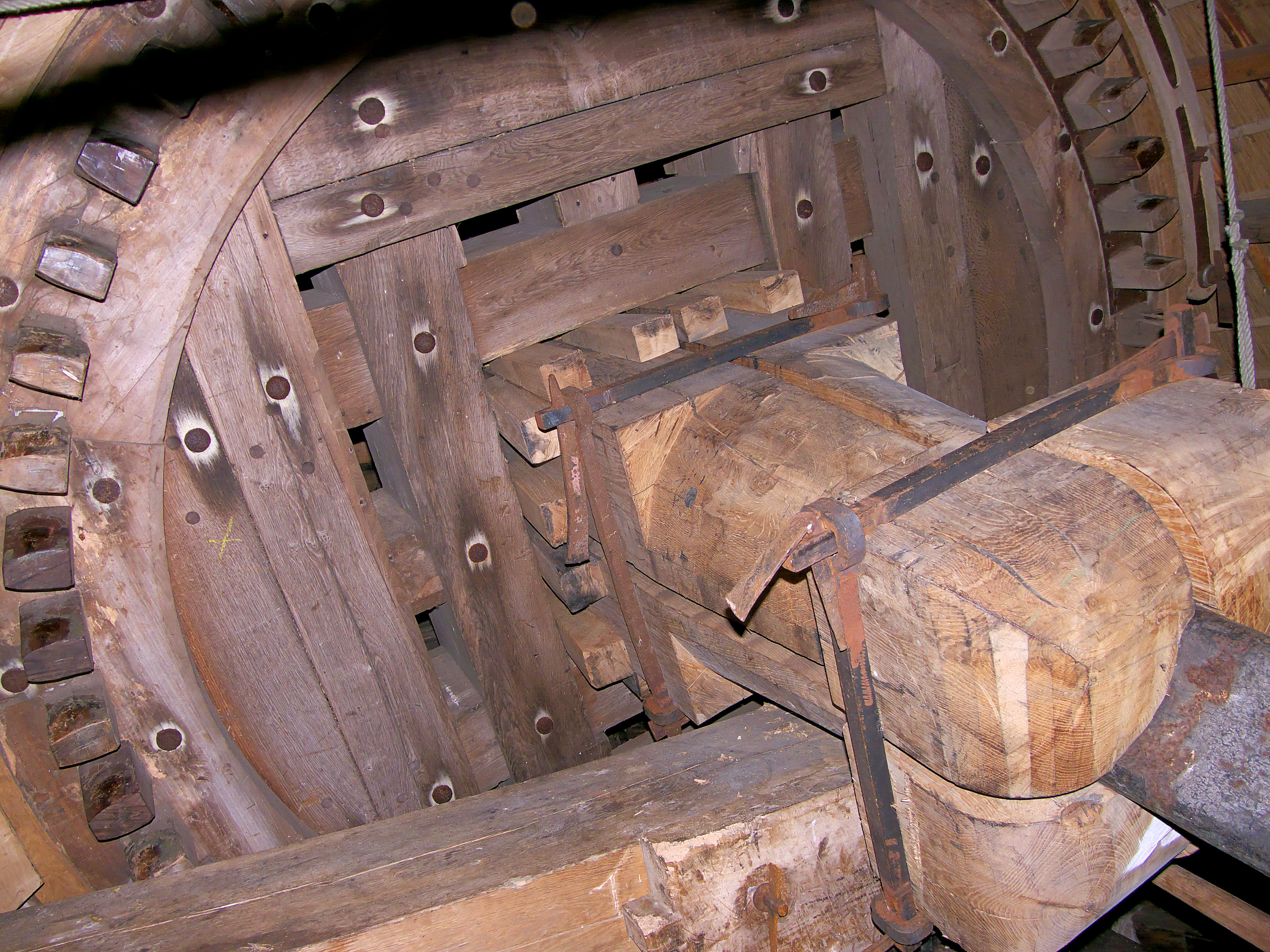
Bovenwiel
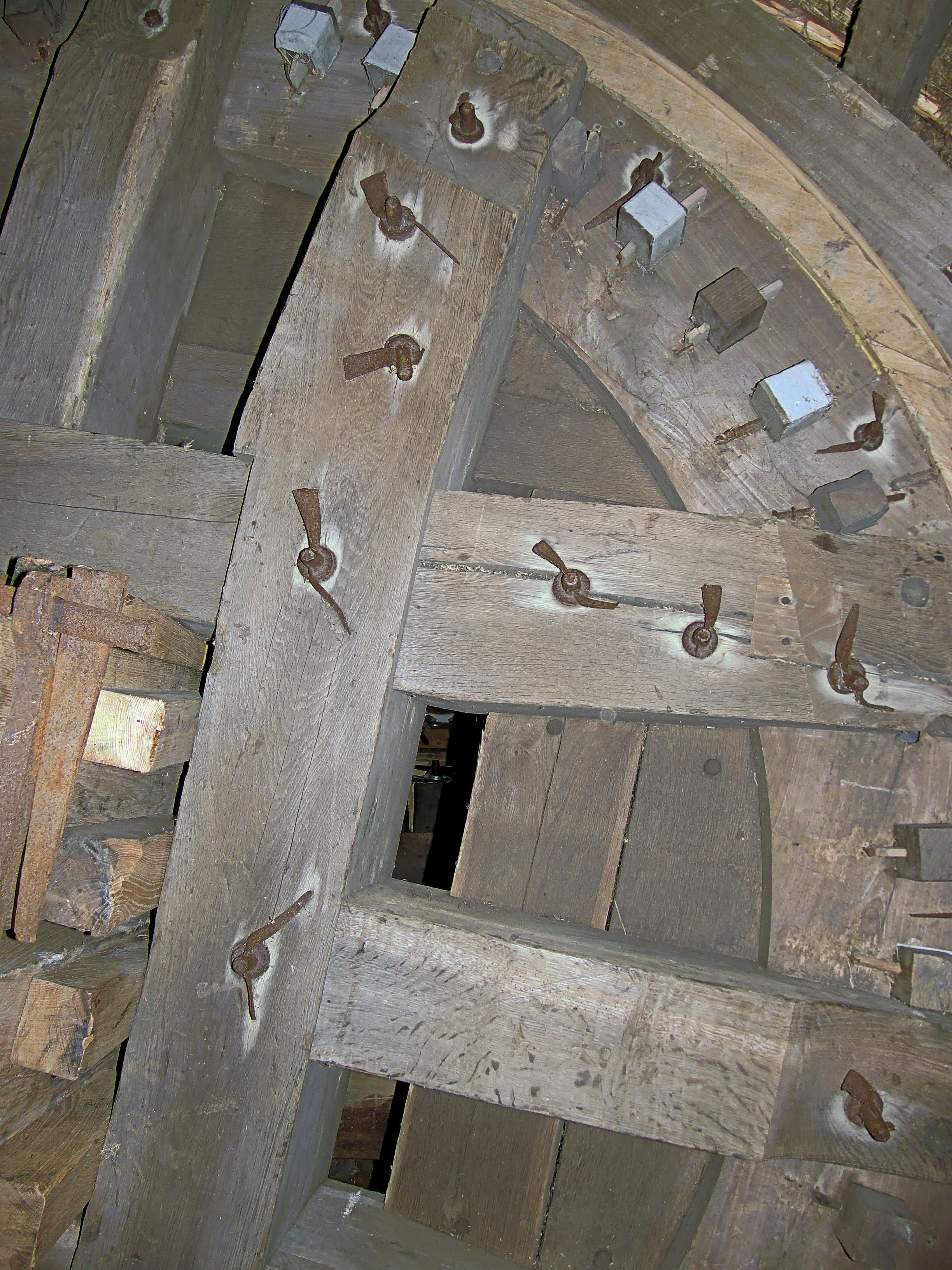
Achterkant bovenwiel
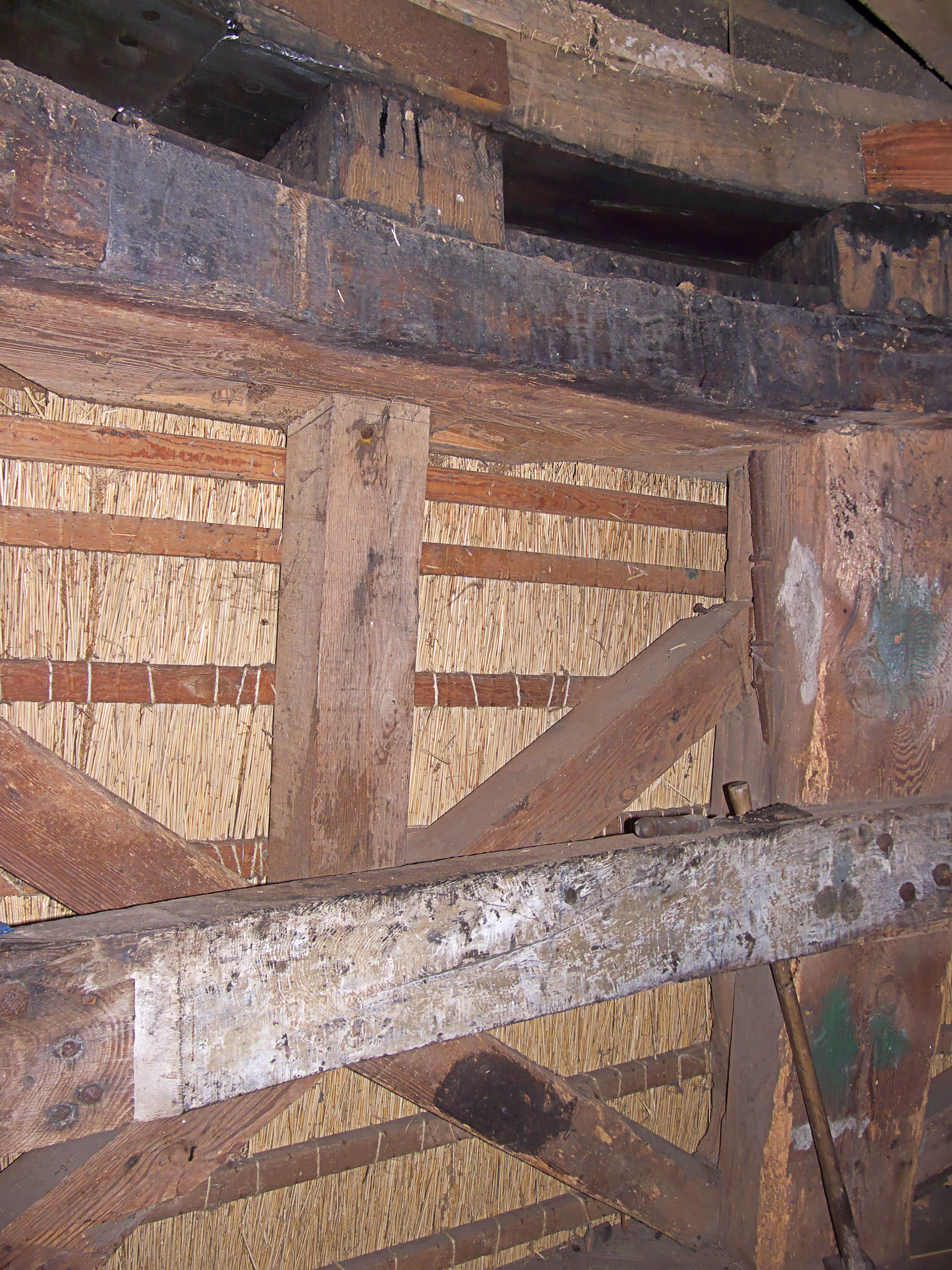
Houten achtkant ter hoogte van kapzolder
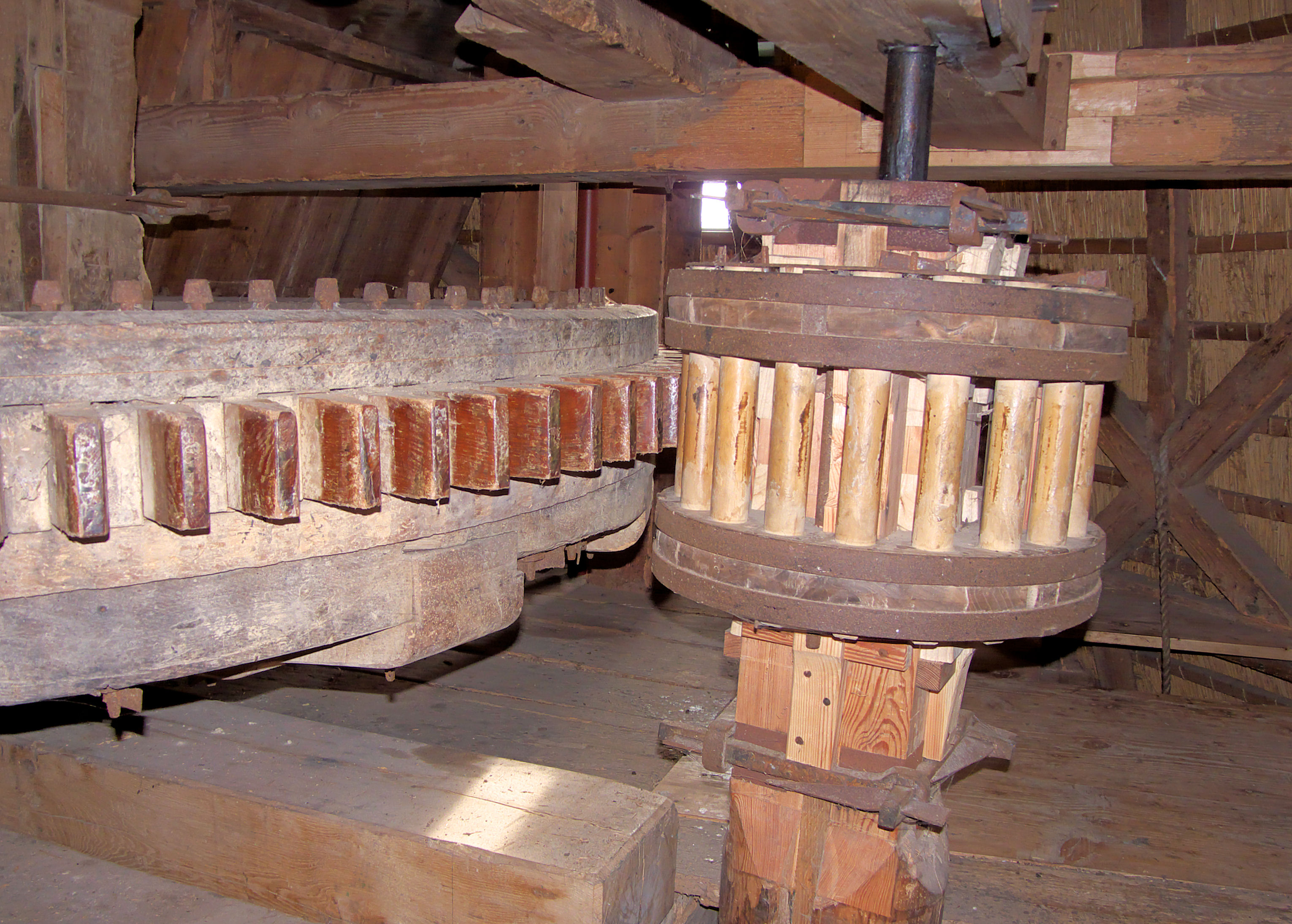
Ravenswiel en steenrondsel
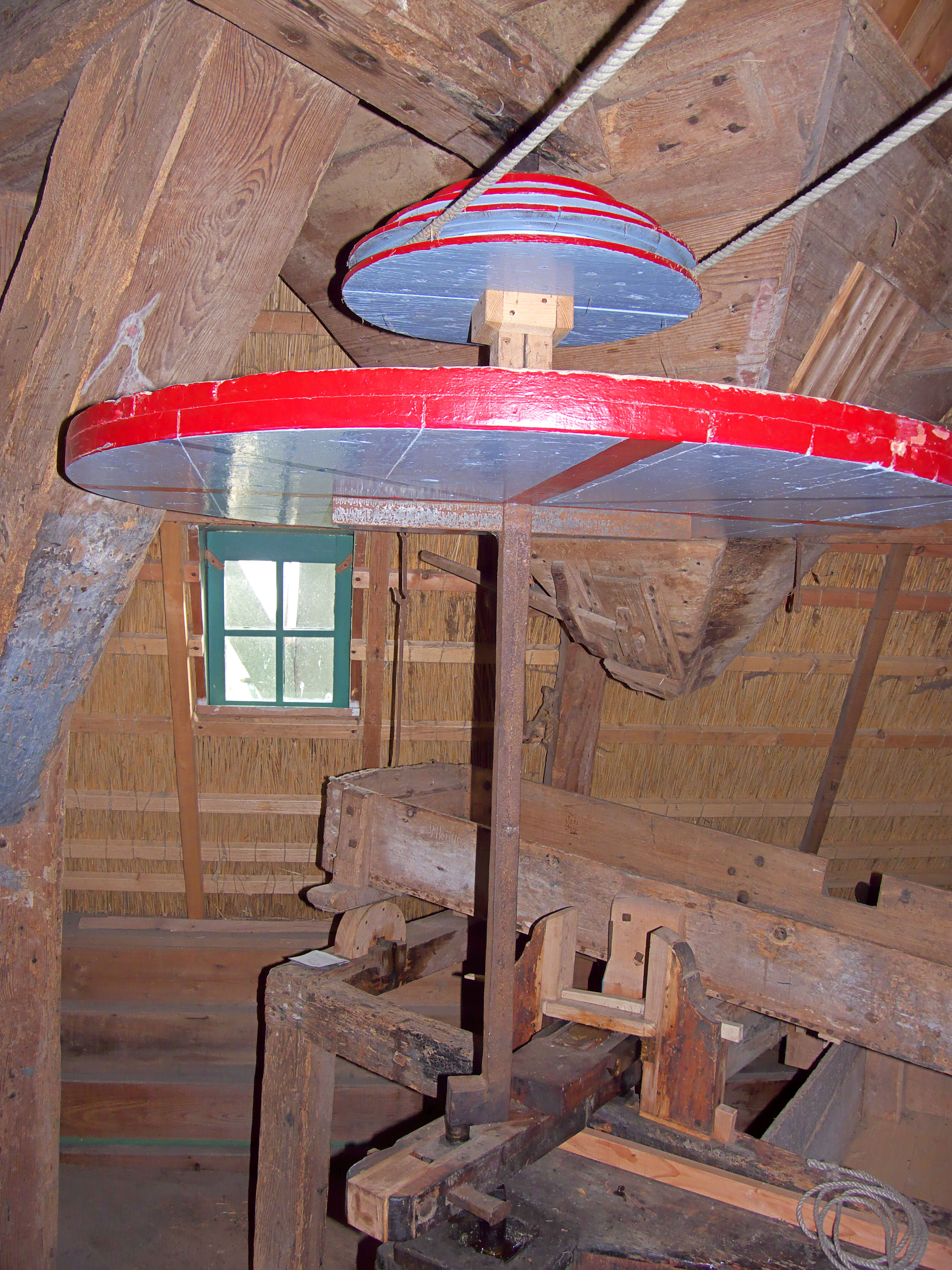
Aandrijving koude harp
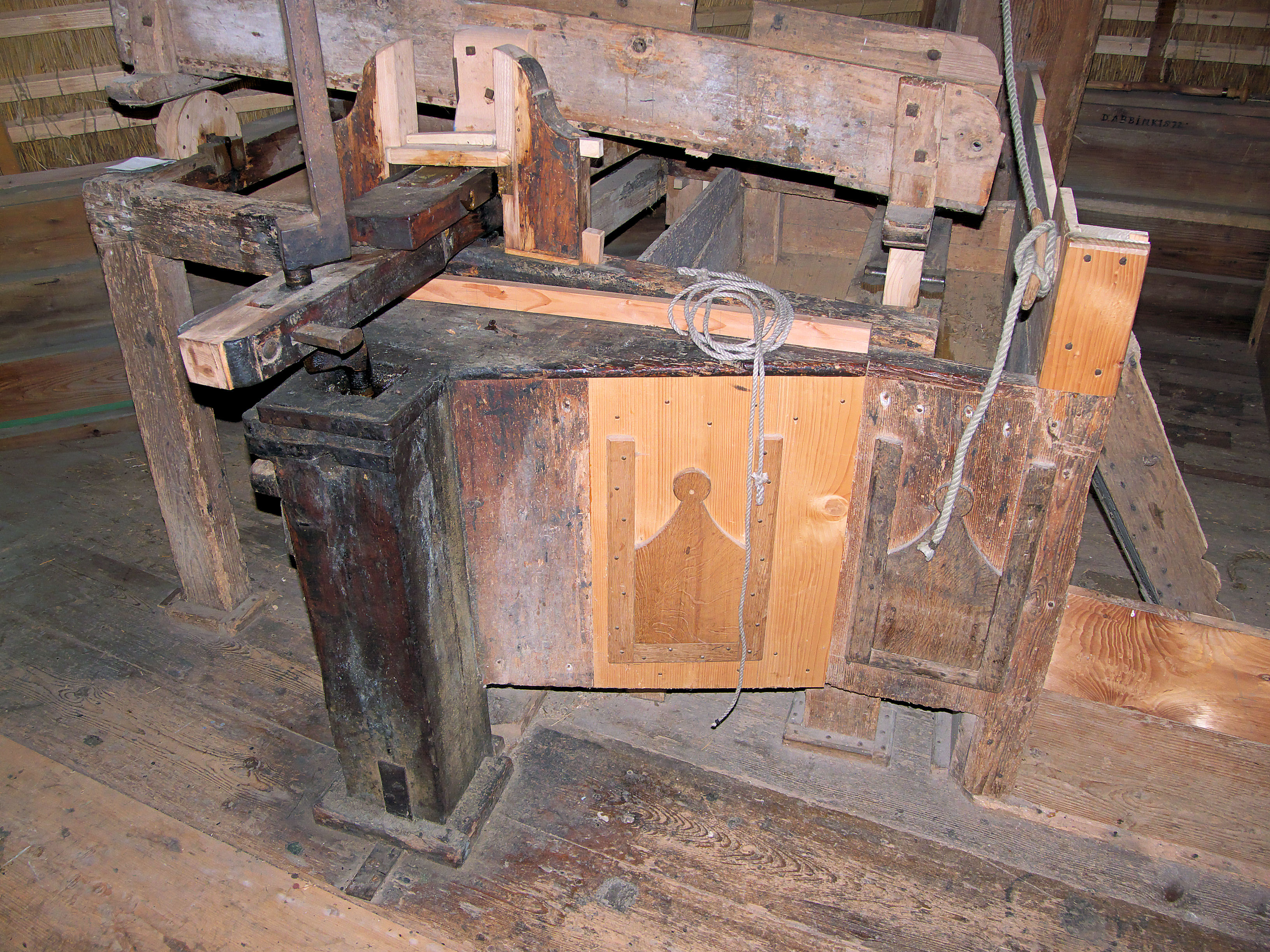
Koude harp
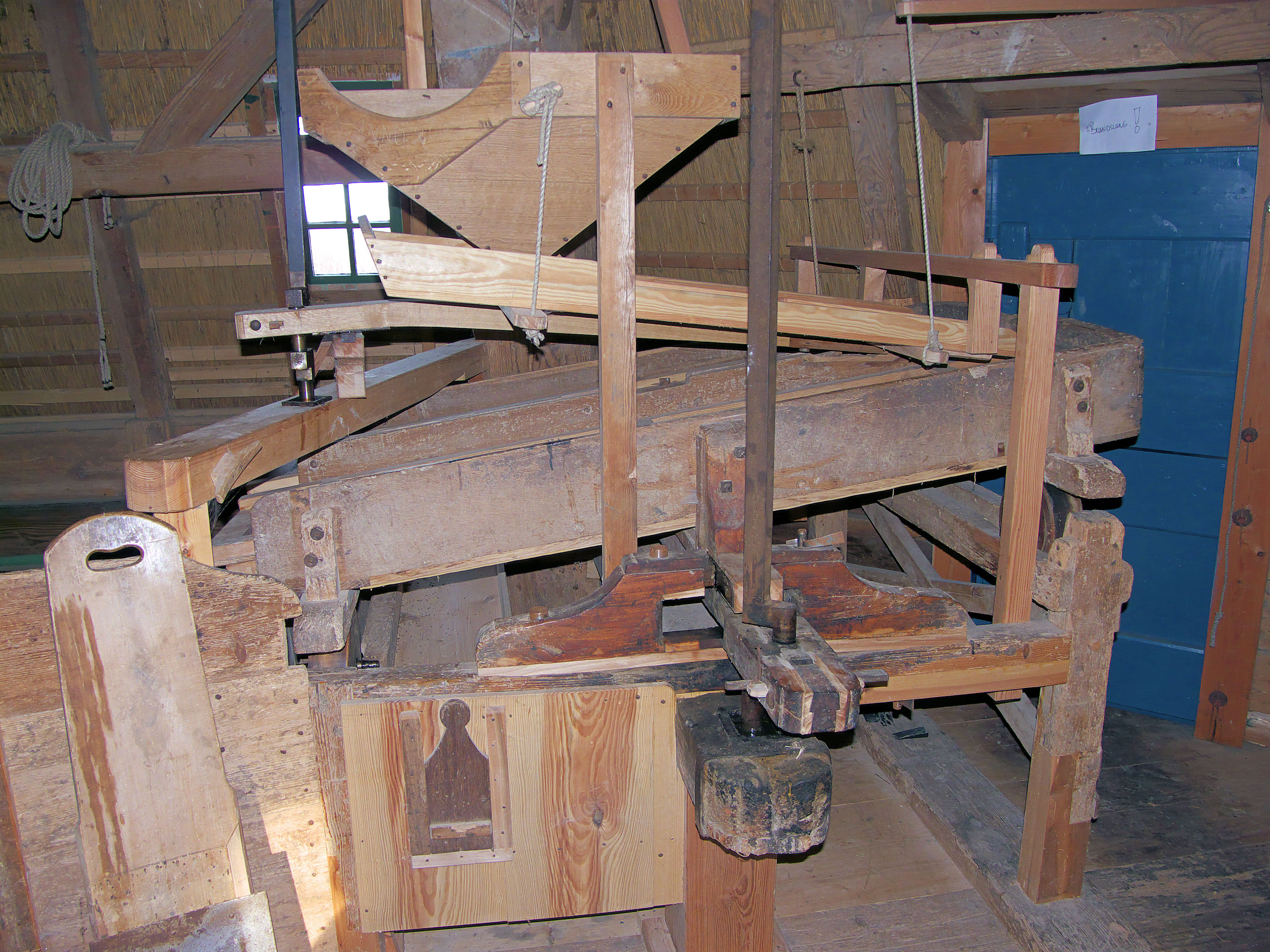
Warme harp
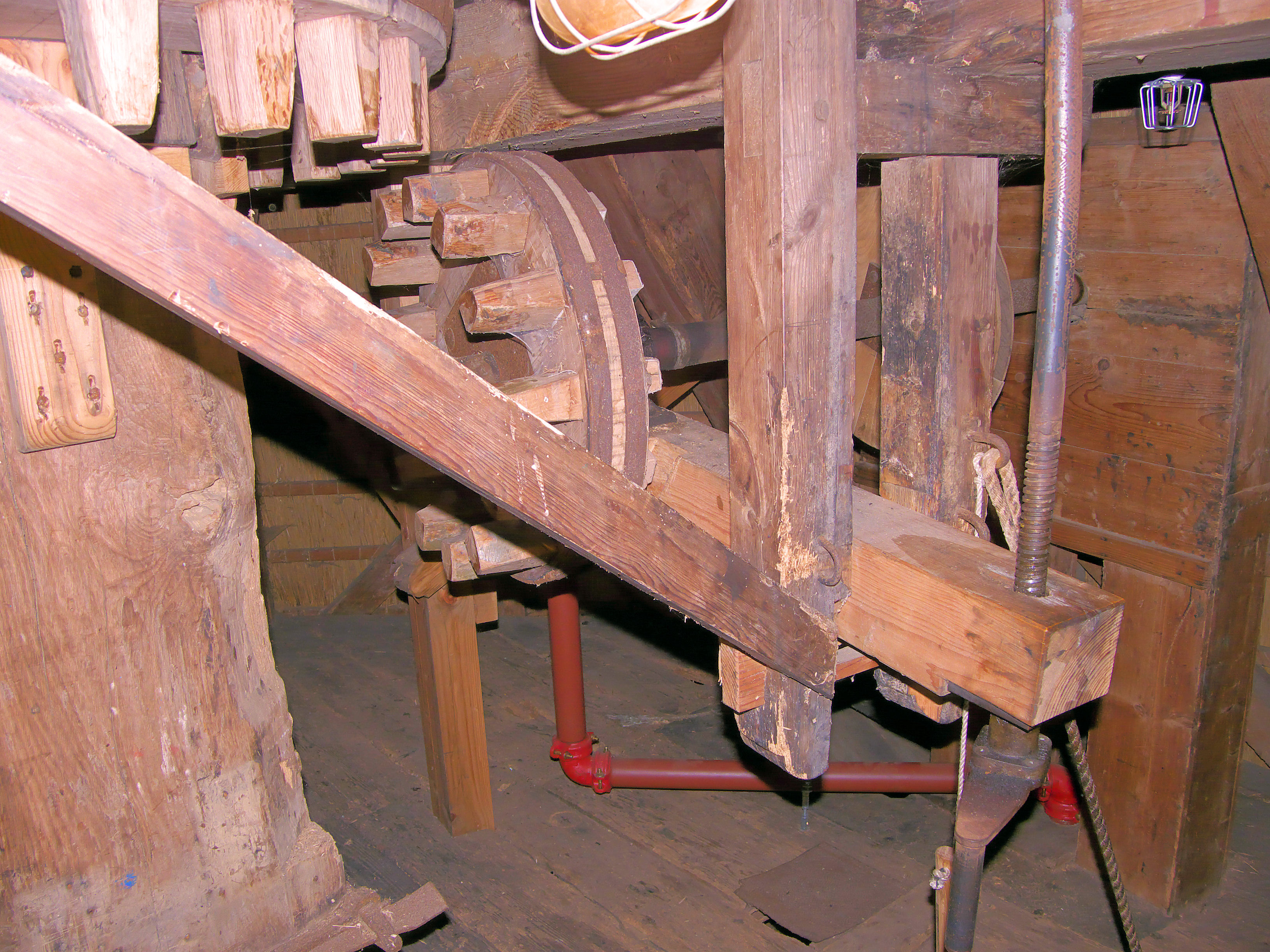
Aandrijving jakobsladder
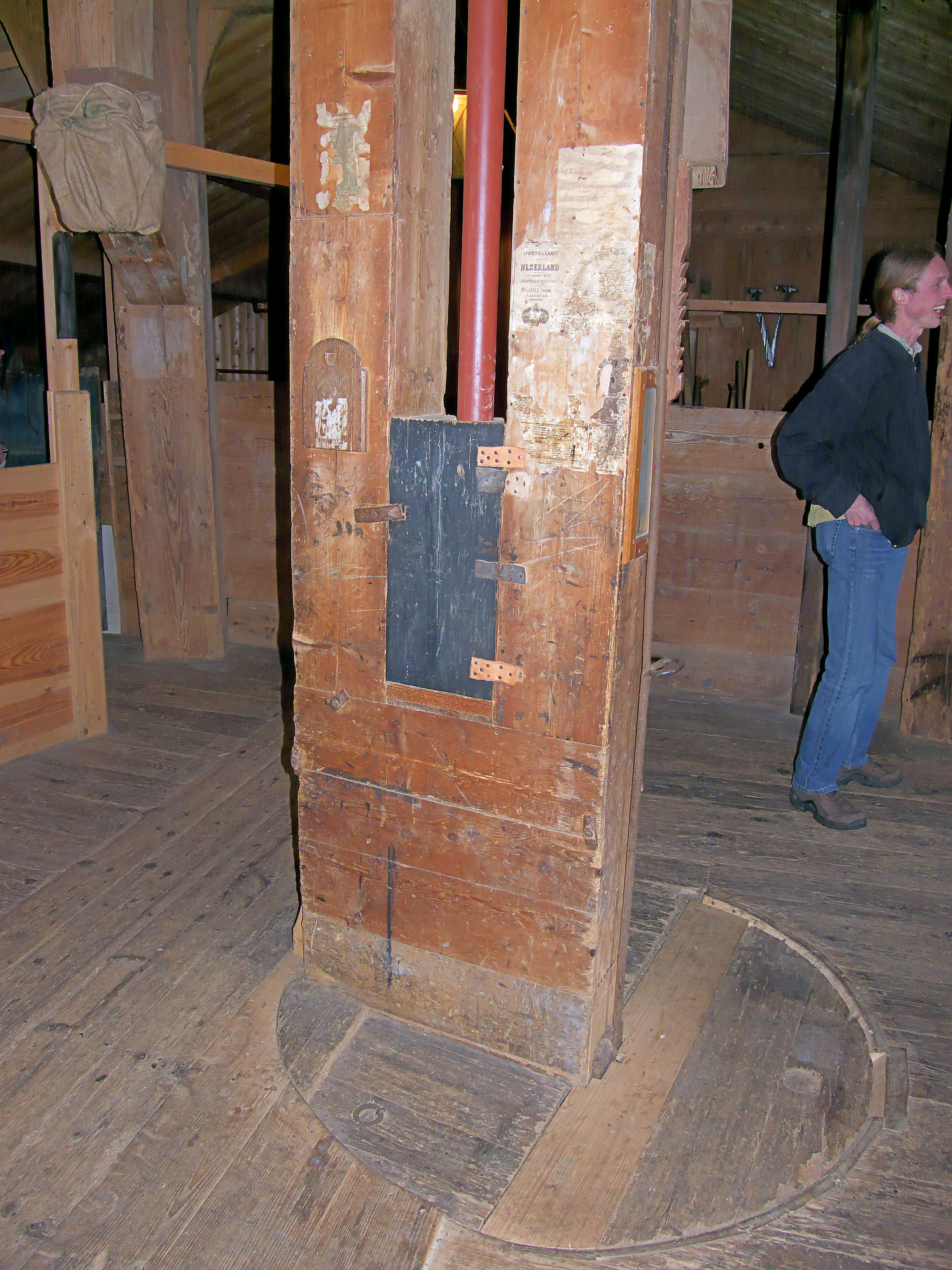
Jakobsladder
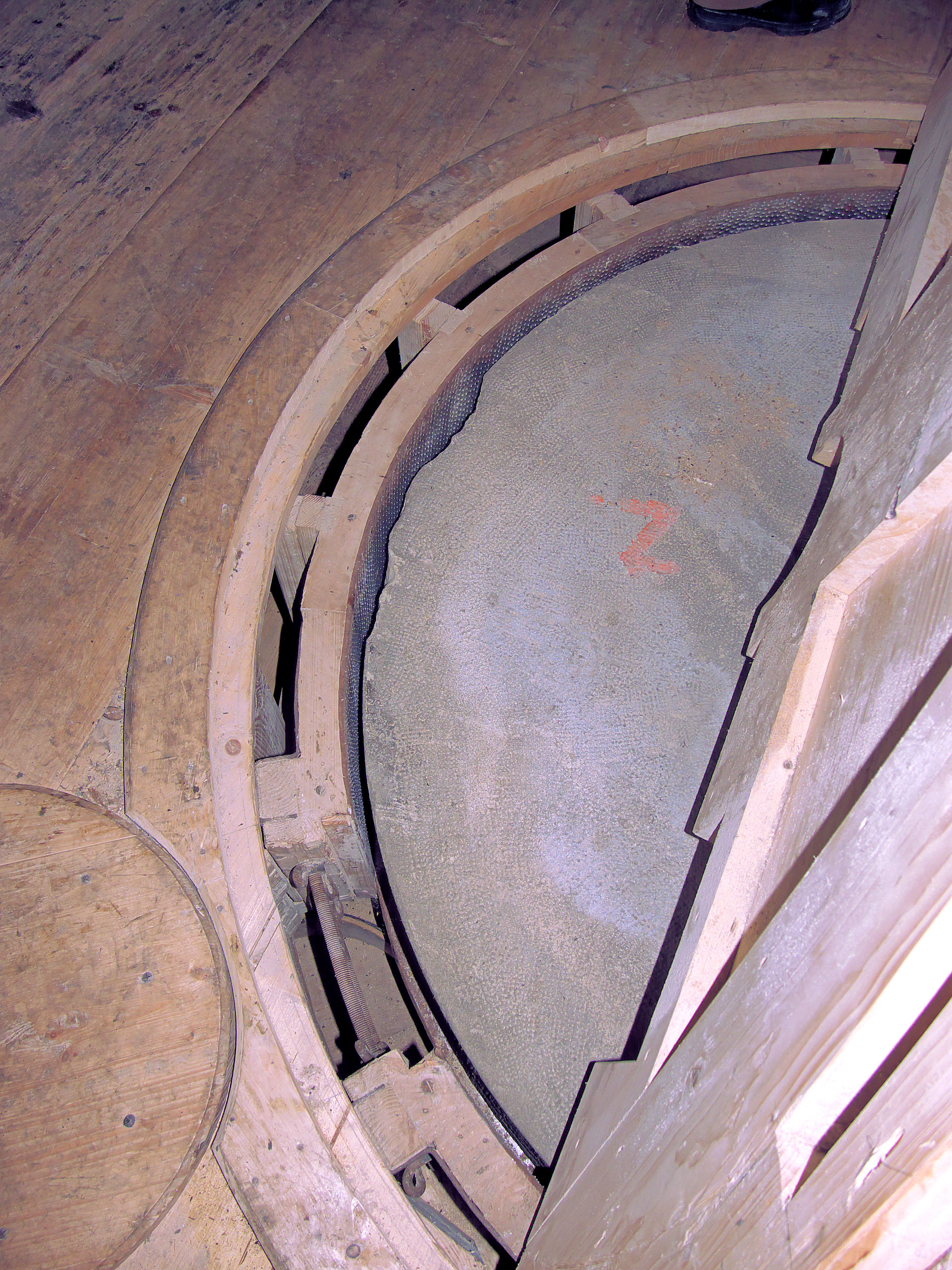
Pelkoppel met aflaatschuif
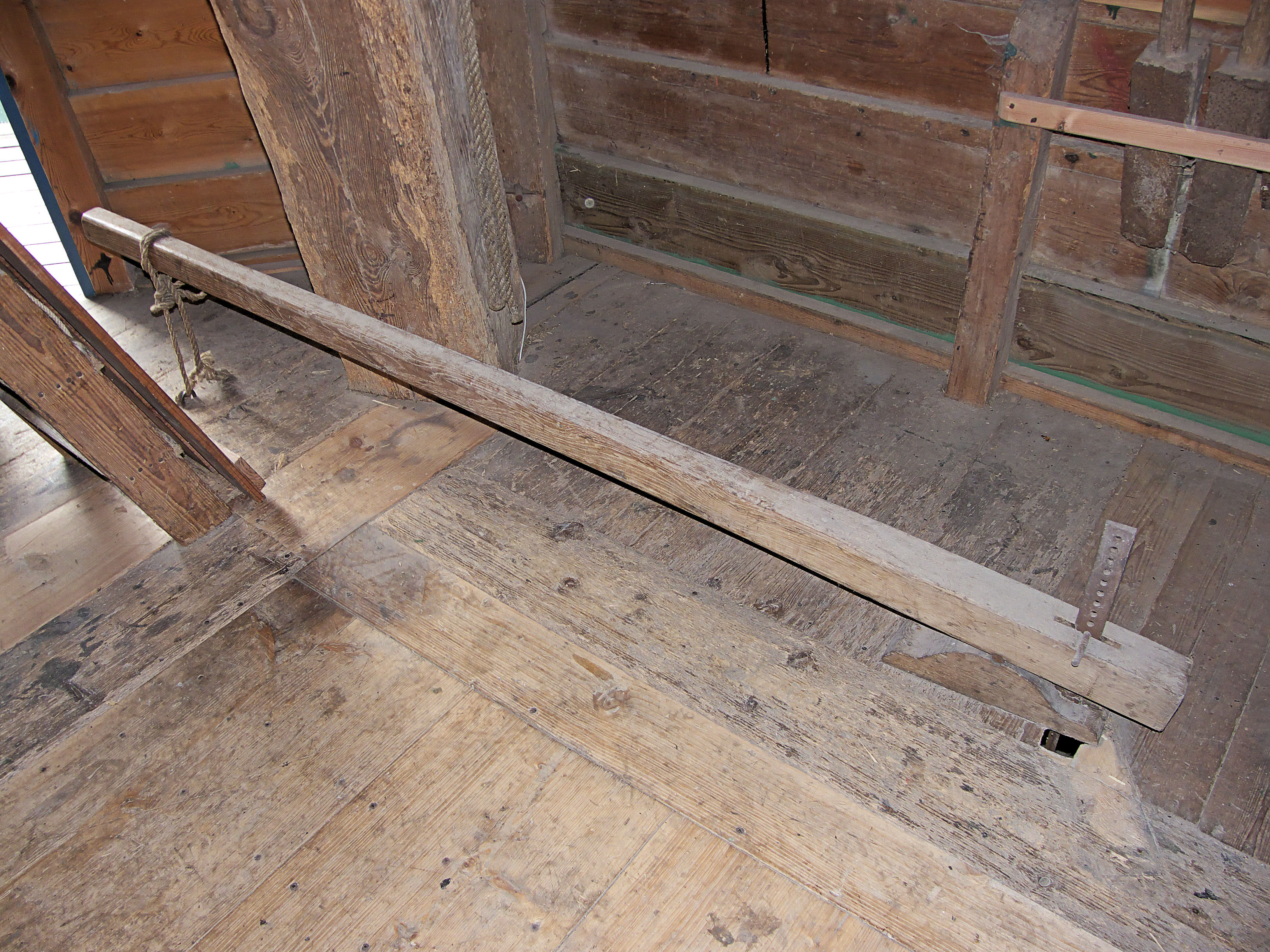
Lichtboom pelkoppel

Oliemolens:
De Bonte Hen ·
De Os ·
De Ooijevaar ·
Het Pink ·
De Zoeker

Zaagmolens:
De Gekroonde Poelenburg ·
De Held Jozua ·
Het Jonge Schaap ·
Het Klaverblad

Overige typen:
De Bleeke Dood ·
De Huisman ·
De Kat ·
Het Prinsenhof ·
Herkules ·
De Schoolmeester ·
De Koker

Kleine molens:
De Jonge Dirk ·
Kaatmolen ·
De Kroosduiker ·
Het Zwarte Kalf ·
De Hadel ·
De Windhond ·
De Windjager ·
De Zwaan

Overig:
Molenmuseum ·
Zaanse Schans ·
Vereniging De Zaansche Molen